# Lasiocampa quercus quercus
Lasiocampa quercus quercus é uma subespécie de insetos lepidópteros, mais especificamente de traças, pertencente à família Lasiocampidae.
A autoridade científica da subespécie é Linnaeus, tendo sido descrita no ano de 1758.
Trata-se de uma subespécie presente no território português.